# Gène homéotique
 (janvier 2021).
Si vous disposez d'ouvrages ou d'articles de référence ou si vous connaissez des sites web de qualité traitant du thème abordé ici, merci de compléter l'article en donnant les références utiles à sa vérifiabilité et en les liant à la section « Notes et références ».

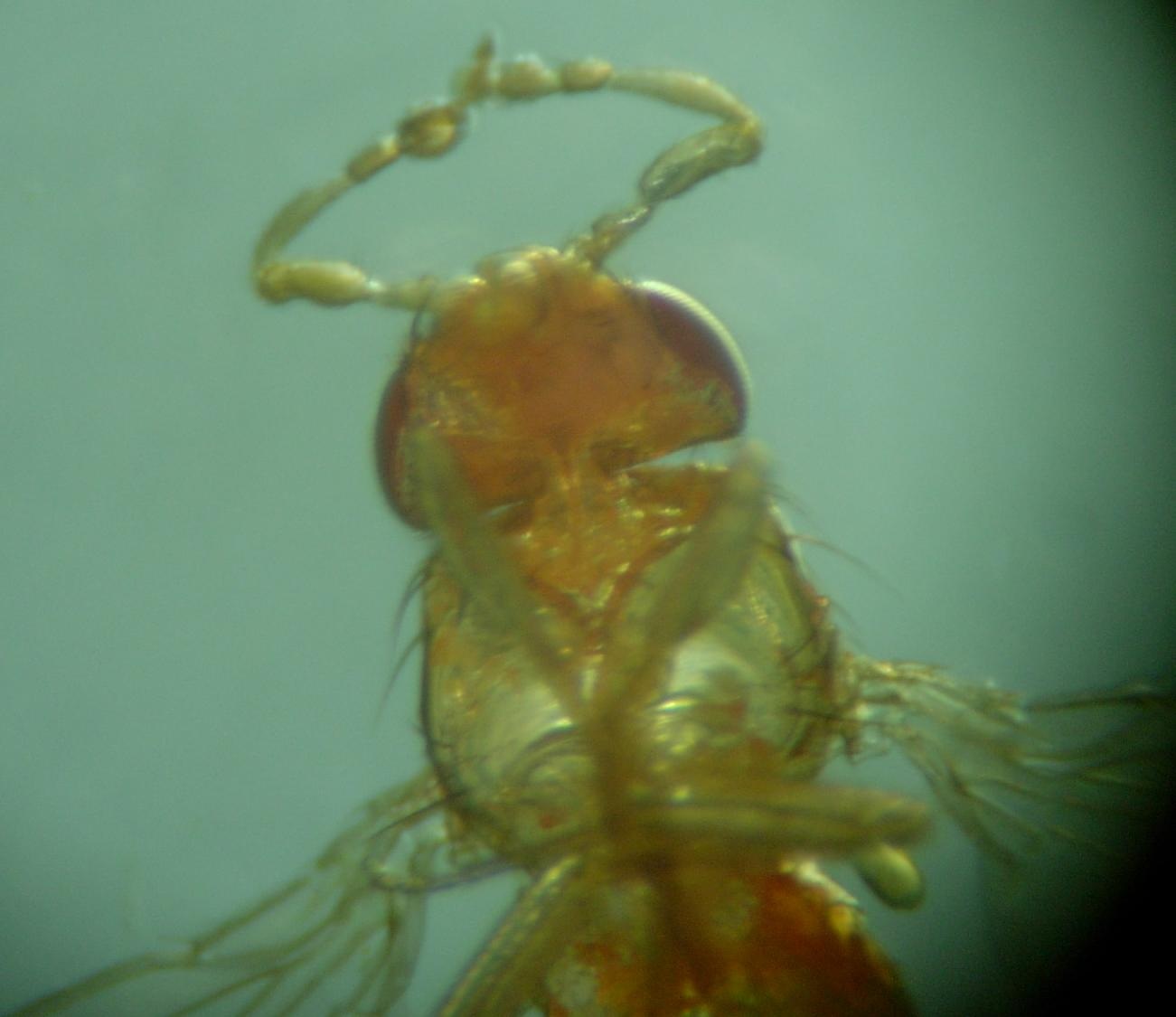
Un exemple de mutation homéotique : une drosophile Antennapedia

Un gène homéotique, appelé aussi homéogène, est un gène qui détermine le plan d'organisation d'un être vivant, c’est-à-dire la place des organes les uns par rapport aux autres, et selon les axes de polarité (axe antéro-postérieur ; axe dorso-ventral). La découverte des gènes homéotiques s'est faite à partir de l'étude de certaines mutations dites homéotiques ou homéose. Ce sont des modifications spectaculaires du plan d'organisation, comme la substitution dans une région du corps d'un organe par un autre provenant d'une autre région. Ce type de mutation a été nommé homéose (d'après le terme grec homeo, identique). On parle donc de mutation homéotique de ces gènes architectes de la macroévolution qui, par leur expression, gouvernent d'autres gènes de la microévolution, appelés gènes ouvriers, lesquels introduisent des modifications à l'intérieur des plans d’organisation.
L'exemple le plus connu est la mouche antennapedia, qui possède des pattes à la place des antennes ou encore la souris et son gène Hox B8 qui place une vertèbre lombaire à la place d'une vertèbre thoracique.
Les gènes architectes ont tout d'abord été appelés HOM chez les invertébrés et Hox chez les vertébrés avant que les généticiens ne découvrent qu'ils étaient homologues. Les biologistes les regroupent aujourd'hui d'une façon très générale sous le terme unique de gènes Hox. 
Des gènes homéotiques ont été identifiés chez les plantes, ils sont responsables de la mise en place des pièces florales.
La majorité de ces gènes de développement sont pléiotropes, pouvant avoir des effets délétères (résultant de mutations sur les séquences codantes) mais être aussi à l'origine de nouvelles formes (mutations sur les séquences régulatrices affectant la transcription de ces gènes, le lieu et l’intensité avec lequel ils s’expriment).

## Gène à boîte homéotique
Les gènes homéotiques possèdent souvent une séquence d'ADN appelée boîte homéotique (homéoboîte). Cette « boîte » est une séquence d'environ 180 nucléotides codant un domaine protéique appelé domaine homéotique (homéodomaine). Cependant une boîte homéotique peut se trouver chez d'autres gènes, non homéotiques et certains gènes homéotiques ne possèdent pas de boîtes homéotiques (les gènes qui déterminent la mise en place des pièces florales par exemple).
La boîte homéotique peut également contrôler la différenciation cellulaire, souvent par modification épigénétique, pour cette raison il est parfois appelé "gène chef d'orchestre".

## Gène Hox
Les gènes Hox sont une catégorie particulière de gènes homéotiques regroupés en complexes situés sur des chromosomes différents. Ils sont homologues du complexe des gènes homéotiques chez la drosophile et participent à la mise en place des structures le long de l'axe antéro-postérieur (les vertèbres ou les nerfs crâniens et rachidiens par exemple). Certains d'entre eux participent aussi à la mise en place de l'axe proximo-distal des membres. Ces 4 complexes ont été générés à partir du complexe ancestral par une double duplication totale du génome qui eut lieu au cours de l'histoire évolutive des Cordés. Certains gènes Hox sont redondants fonctionnellement.

## Complexe HOX etHox connection
Le complexe HOX est le nom donné aux complexes de gènes homéotiques chez les invertébrés.
Les gènes homéotiques déterminent l'identité de chaque segment de l'animal (la drosophile, arthropode, compte huit gènes homéotiques par exemple). La spécification des segments se fait selon l'axe antéro-postérieur, de façon corrélée à l'ordre des gènes homéotiques sur le chromosome : On parle de règle de colinéarité (colinéarité de la disposition des gènes homéotiques sur le chromosome avec l'ordre des domaines d'expression dans l'embryon).
La Hox connection est le nom donné aux complexes de gènes Hox chez les vertébrés comme chez les invertébrés.

## Homologie
Il est facilement démontrable qu'une homologie existe entre les gènes homéotiques chez les vertébrés et chez les arthropodes, par expérience de substitution de gènes entre organismes différents.
Le gène Hoxb-6 de la souris, inséré par transgénèse chez la drosophile, entraîne la transformation des antennes en pattes thoraciques.
Les gènes homéotiques d'arthropodes et de vertébrés sont similaires en ce qui concerne leur structure (séquence codante et ordre sur le chromosome) et leur fonction (développement selon l'axe antéro-postérieur). Ils dérivent d'un complexe ancestral commun, dupliqué au cours de l'évolution.